# Гамарня (Черкасская область)
Гамарня (укр. Гамарня) — село в Каневском районе Черкасской области Украины.
Население по переписи 2001 года составляло 335 человек. Занимает площадь 0,92 км². Почтовый индекс — 19034. Телефонный код — 4736.

## Местный совет
19034, Черкасская обл., Каневский р-н, с. Кононча, ул. Садовая, 139